# Buyeo-gun

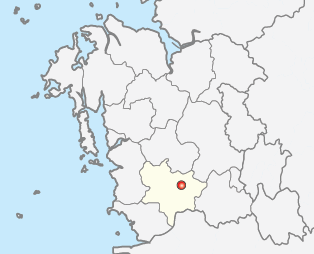
Buyeo-gun (부여군) in der Provinz Chungcheongnam-do (충청남도)

Buyeo-gun (부여군) ist ein knapp 68.000 Einwohner zählender Landkreis in der Provinz Chungcheongnam-do (충청남도) im mittleren Westen von Südkorea. Die Kleinstadt Buyeo-eup ist das wirtschaftliche und verwaltungstechnische Zentrum des Landkreises.

## Geographie
Buyeo-gun liegt 33 km östlich der Westküste und 43 km westlich der Millionenstadt Daejeon (대전광역시). Durch den Landkreis fließt der Geumgang (금강), der von Nordosten kommend die Stadt Buyeo-eup in einem Halbkreis umfließt, um sich dann nach Süden und anschließend nach Südwesten dem Gelben Meer entgegenzuschlängeln.
Verkehrstechnisch angeschlossen ist Buyeo-gun über verschiedene in Ost-West-Richtung verlaufenden Bundesstraßen, die die Stadt im Westen mit dem Expressway 151 und im Osten mit dem Expressway 25 verbinden. Eine direkte Zuganbindung besitzt die Stadt und der Landkreis nicht und Gütertransport per Schiff auf dem Geumgang ist auch nicht möglich.

## Geschichte
Im Jahr 538 n. Chr. verlegte König Seong (성왕), 26. Herrscher des Königreichs Baekje (백제), seine Hauptstadt und damit den Regierungssitz und den Königspalast von Ungjin (웅진), dem heutigen Gongju (공주시), nach Sabi (사비), dem heutigen Buyeo. Sabi entwickelte sich schnell zu einem Zentrum für Kunst und Kultur, von dem Impulse über die Reichsgrenzen hinausgingen. Bedeutsam war zu jener Zeit u. a. Sabis Töpferkunst und der Tempelbau. Man geht heute davon aus, dass Sabis religiöser und kultureller Einfluss bis nach Japan reichte.
Nach den verlorenen Schlachten gegen die Armeen des Silla-Königreichs und denen der chinesischen Tang-Dynastie im Jahr 660 n. Chr. und dem damit verbundenen Untergang des Königreichs Baekje, verlor Sabi nach 123 Jahren politischem und kulturellem Mittelpunkt, unter der Herrschaft des Vereinigten Silla seine Bedeutung.
Wann Sabi in Buyeo umbenannt wurde, kann nicht genau benannt werden. Im Goryeo-Reich (918–1392) war Buyeo aber schon bekannt und das Gebiet des heutigen Landkreises in vier Hyeon-Verwaltungseinheiten aufgeteilt, eine davon war Buyeo. Nach einer weiteren Neugliederung zur Joseon-Zeit (1392–1897) in eine Gun und drei Hyeons, erfolgte am 1. März 1914 unter der japanischen Besatzung und deren Kolonialregierung eine Neuordnung und Buyeo wurde zu einer Gun (Landkreis) mit 16 Myeons (Landgemeinden). Am 1. Januar 1960 wurde Buyeo zu einer Eup (Kleinstadt) hochgestuft und blieb mit den 15 verbliebenen Myeons (Landgemeinden) gleichzeitig auch ein Gun (Landkreis).

## Sehenswürdigkeiten
- Die Archäologische Stätte von Gwanbuk-ri,
- die Festung Busosanseong,
- die Tempelanlage von Jeongnimsa,
- die Königlichen Gräber von Neungsan-ri,
- der Stadtwall von Naseong,

allesamt am 4. Juli 2015 von der UNESCO als Weltkulturerbe eingetragen.
Zusätzlich gibt es
- das Buyeo National Museum[6],
- den Goran-Tempel,
- den Gwangchok-Tempel,

zu besichtigen.